# Cerkiew Przemienienia Pańskiego w Hadlach Szklarskich
Cerkiew Przemienienia Pańskiego w Hadlach Szklarskich – murowana filialna cerkiew greckokatolicka, wzniesiona w 1792 znajdująca się w miejscowości Hadle Szklarskie.
W 1946 cerkiew przejęta przez Kościół rzymskokatolicki. Pełni funkcję kościoła parafialnego pw. Niepokalanego Serca Najświętszej Maryi Panny w Hadlach Szklarskich.
Świątynię wraz z cmentarzem wpisano w 2004 do rejestru zabytków.

## Historia obiektu
Cerkiew zbudowali w 1792 grekokatolicy zamieszkali w Hadlach Szklarskich. Gruntownie remontowana w 1911. Po wysiedleniu grekokatolików, w 1946 przejęta przez rzymskich katolików i zaadaptowana na kościół parafialny. Do prezbiterium dobudowano wtedy zakrystię, a w latach późniejszych drugą po drugiej stronie. W latach 80. XX w. dobudowano niewielki portyk przy głównym wejściu.

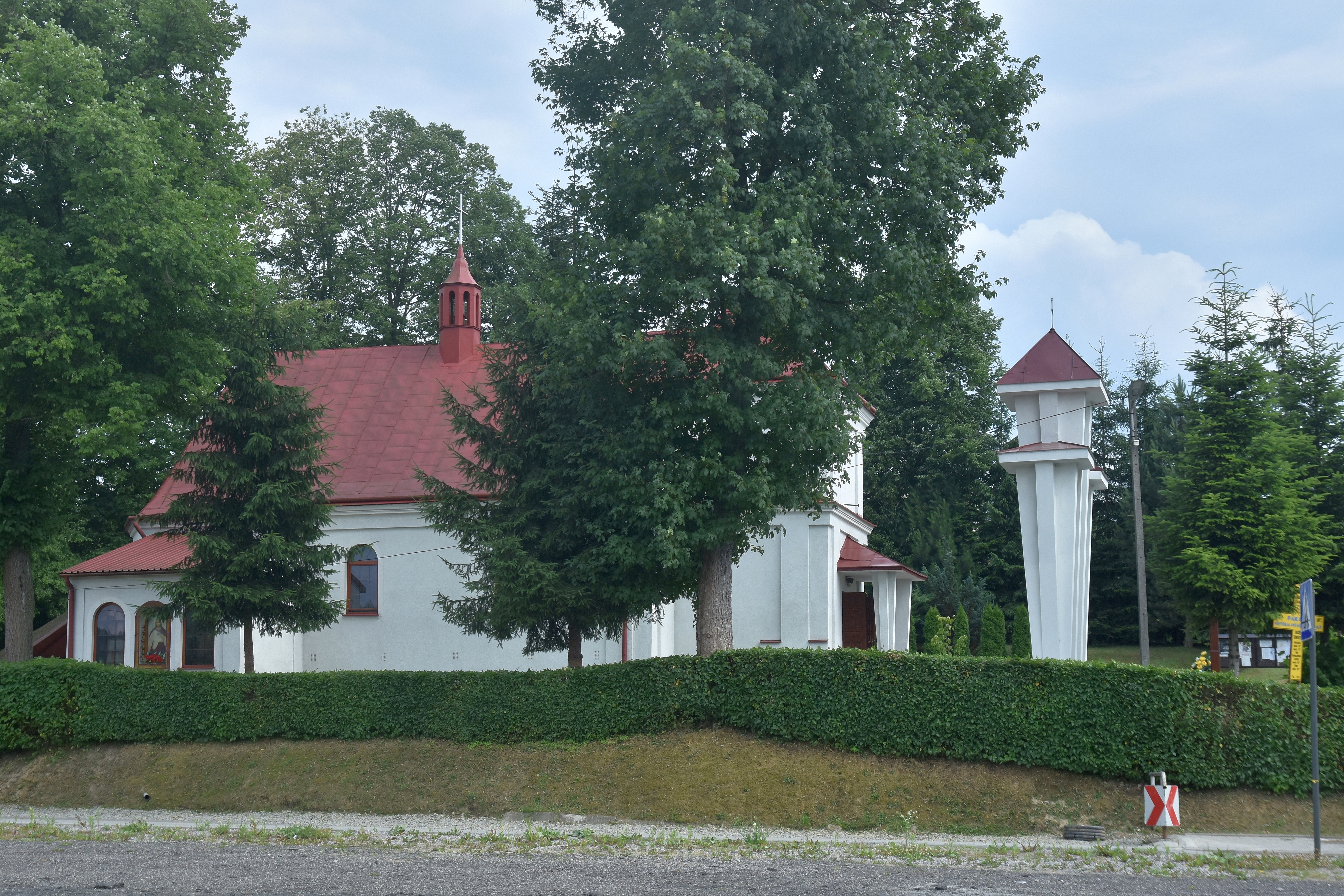
Widok ogólny
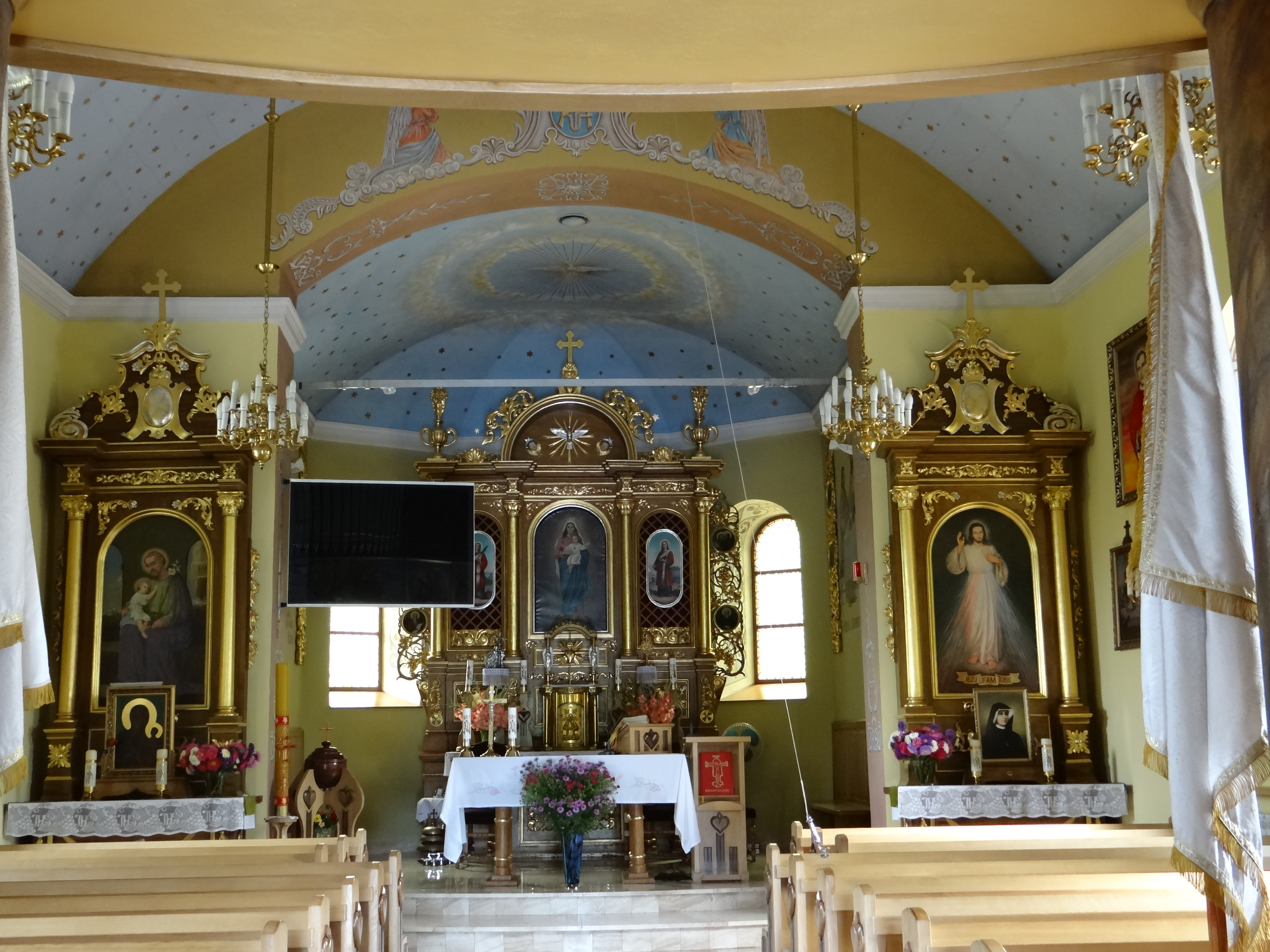
Wnętrze
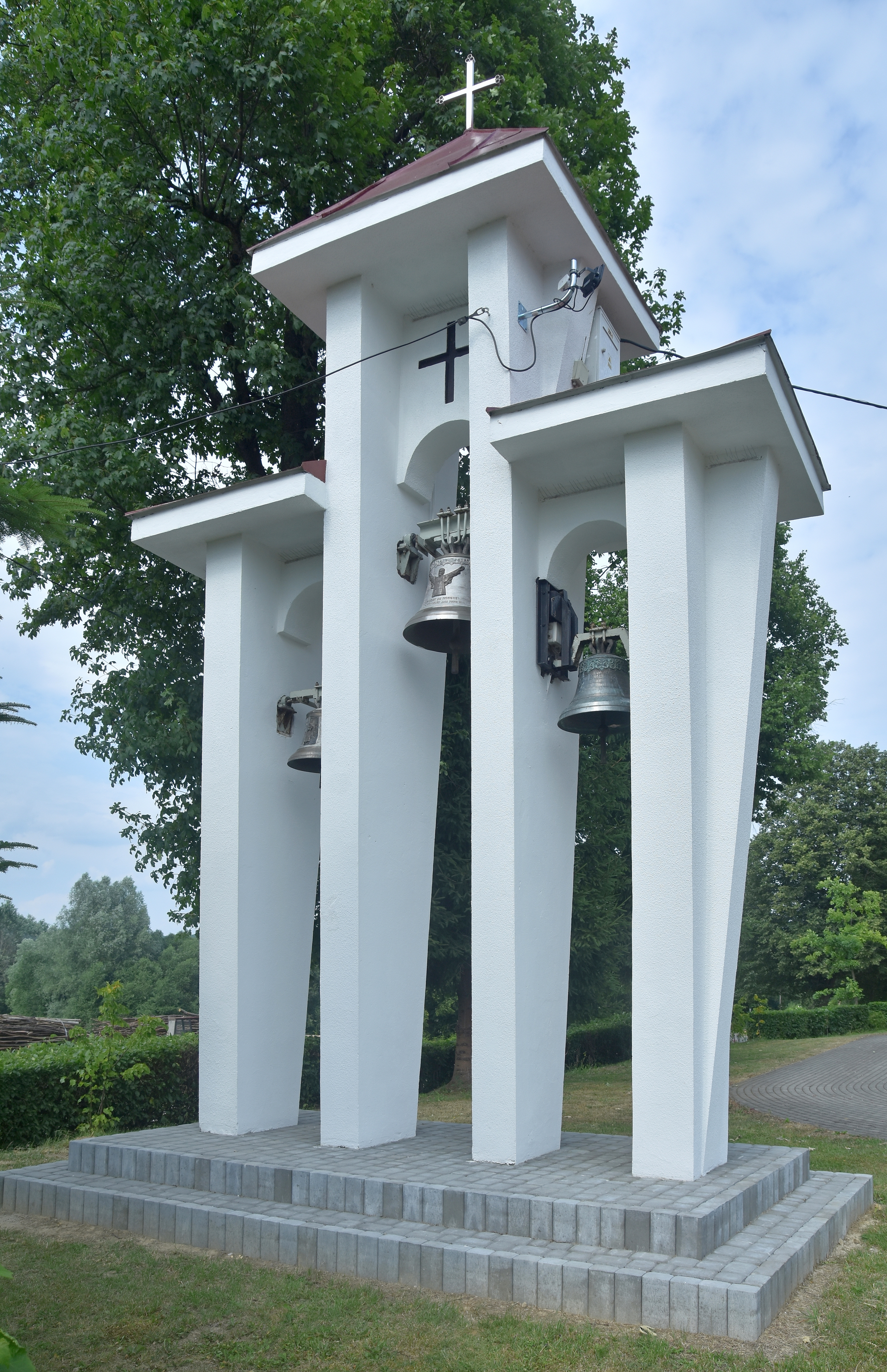
Dzwonnica

## Architektura i wyposażenie
To budowla murowana, otynkowana, założona na planie prostokąta. Orientowana, jednonawowa, z węższym, zamkniętym trójbocznie prezbiterium z dwoma zakrystiami po bokach. Nad babińcem dwukondygnacyjna wieża na rzucie kwadratu, nakryta dachem brogowym. Dwuspadowy dach zwieńczony nad nawą wieżyczką na sygnaturką.
Obok świątyni wolnostojąca dzwonnica zbudowana latach 80. XX w.